# Noname Jane
Ada Mae Johnson (Aberdeen, Washington; 27 de marzo de 1977), más reconocida por su nombre artístico Noname Jane y conocida también como "Violet Blue", es una actriz pornográfica estadounidense. En la mayoría de las películas en las que actuó utilizaba el sobrenombre Violet Blue, hasta que en 2007 la escritora y educadora sexual Violet Blue acusó a Johnson de haber adoptado el nombre y la identidad de la escritora. Por ello Johnson cambió su nombre en escena al de Violetta Blue. Posteriormente, nuevos problemas legales le obligaron a adoptar como nombre: Noname Jane.